# SOLAÉ
SOLAÉ是三菱电机位于爱知县的稻泽制作所中的电梯试验塔。试验塔内部还附设有展示厅及实验设备用的裙楼。

## 摘要
2007年 (平成19年)，三菱电机的电梯试验塔(173.0m)正式竣工。在当时的电梯试验塔中，高度位居世界第一 .
其后， 在2009年 (平成21年)，现代电梯的现代峨山塔(205米)落成、 在2010年 (平成22年)，日立制作所的G1TOWER(213m)落成。目前，名列世界第十.
塔的外观采用了地面部分与上部旋转交错45度的设计，并且在夜晚有灯光点缀，成为了稻泽市的地标。但是，设计时并未考虑向普通公众开放，也不开放参观学习。.
另外，高度173.0m这个数字是“稻泽”的日语谐音。名称SOLAÉ在日语中是“向着天空”的含义，并结合向着天空伸展的造型，代表了对于无尽品质的追求。项目入选了2008年度的日本建筑家协会优秀建筑评选200强 。

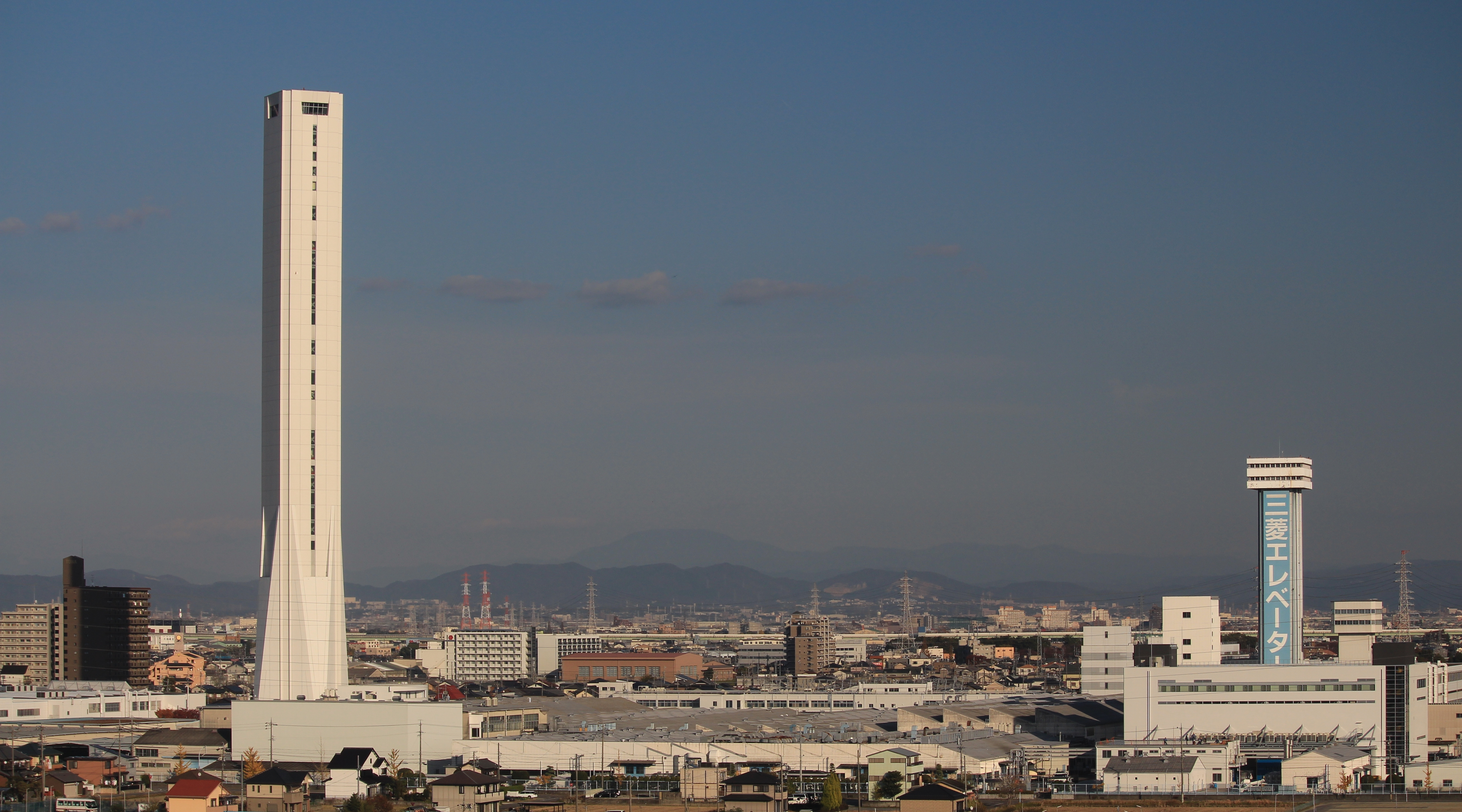
三菱电机泽制作所

## 脚注
1. 1 2  . 三菱電機. 2007-09-26  [2013-04-30]. （原始内容存档于2013-06-10）.
2. 1 2 3 4
3. ↑  . マイナビニュース.   [2013-04-30]. （原始内容存档于2013-05-06）.
4. ↑   (PDF). 稲沢市.   [2013-04-30].[永久]
5. ↑  . 三菱広報委員会.   [2013-04-30]. （原始内容存档于2014-04-29）.
6. ↑   (PDF). 公益社団法人日本建築家協会. 2009-03-19  [2013-04-30]. （原始内容存档 (PDF)于2012-05-13）.